# Éraville
Éraville è un comune francese di 198 abitanti situato nel dipartimento della Charente, nella regione della Nuova Aquitania.

## Società

### Evoluzione demografica
Abitanti censiti